# Stapfiella usambarica
Stapfiella usambarica är en passionsblomsväxtart som beskrevs av J. Lewis. Stapfiella usambarica ingår i släktet Stapfiella och familjen passionsblomsväxter. Inga underarter finns listade i Catalogue of Life.